# 北東軍集団 (ロシア連邦軍)
北東軍集団（ロシア語:Группировка войск и сил на северо-востоке）は、陸の孤島たるカムチャツカ半島地域の防衛を担当するロシア海軍の統合部隊。
太平洋艦隊の作戦統制下にある。1998年にカムチャッカ小艦隊から改編された。成立からしばらくは陸軍や空軍の部隊も含めて統一指揮を行っていたが、現在では改編や転属を経て海軍の部隊のみとなっている。

## 編成

### 艦艇部隊
- 第16潜水艦戦隊：1998年5月に第2潜水艦小艦隊から改編。ヴィリュチンスク
  - 第10潜水艦師団：クラチェニンニコフ湾/ヴィリュチンスク
    - オスカー型原子力潜水艦:K-132イルクーツク、K-150トムスク、K186オムスク、K-442チェリャービンスク、K-456ヴィリュチュンスク
    - アクラ型原子力潜水艦:K-295サマーラ、K-331マガダン、K-419クズバス
    - ヤーセン型原子力潜水艦:K-573ノボシビルスク、K-571クラスノヤルスク

  - 第25潜水艦師団：クラチェニンニコフ湾/ヴィリュチンスク
    - ボレイ型原子力潜水艦:K-550アレクサンドル・ネフスキー、K-551ウラジーミル・モノマーフ、K-552クニャージ・オレグ、K-553ゲネラリーシムス・スヴォーロフ、K-554インペラトール・アレクサンダー3世
- 第114水域警備艦旅団：ザヴォイコ/ペトロパブロフスク・カムチャツキー
  - マーシャル・ネデリン級ミサイル追跡艦:マーシャル・クルイロフ
  - 第117水域警備艦大隊：
    - グリシャ型コルベット:MPK-82、MPK-107エルクーツキイ・コムソモレツ
    - ナーチャ1型航洋掃海艇:MT-264、MT-265

  - 第66小型ミサイル艦大隊：
    - ナヌチュカ型コルベット:モロズ、ラズリフ、スメルチ、イネイ
- 第438独立救助船大隊：ザヴォイコ/ペトロパブロフスク・カムチャツキー
  - エルブルス型潜水艦救難艦:アラゲーツ
  - ミハイル・ラドニスキー級サルベージ艦:ゲオルギイ・コズミン
- 第84保障船舶旅団：ザヴォイコ/ペトロパブロフスク・カムチャツキー
  - マリナ型潜水艦母艦:PM-12、PM-74

### 海軍歩兵・沿岸防衛部隊
- 第40独立親衛海軍歩兵旅団：陸軍第22自動車化狙撃兵師団、第40独立自動車化狙撃兵旅団、第40独立海軍歩兵旅団（2007年9月1日に改編されこの時点で海軍に転属）、第3独立海軍歩兵連隊、現在の名称（再度）へと改編を繰り返してきた。
- 第1532高射ミサイル連隊：S-200D装備（S-400に換装？）
- 第520独立沿岸ミサイル・砲兵旅団：アングリチャンカ

### 海軍航空隊
- 第865独立戦闘機航空連隊：エリゾヴォ、MiG-31
- 第317独立混成航空連隊：エリゾヴォ、Il-38などを装備
- 第216独立電子戦連隊：アングリチャンカ